# گذرنامه مقدونی
گذرنامهٔ مقدونی یک مدرک سفر بین‌المللی است که توسط کشور مقدونیه شمالی صادر می‌شود و بنا بر داده‌های سال ۲۰۲۳، دارندگان آن می‌توانستند به ۱۲۵ کشور دیگر بدون دریافت ویزا سفر کنند یا ویزا را در بدو ورود دریافت نمایند. این گذرنامه بر اساس رتبه‌بندی شاخص گذرنامهٔ هنلی در سال ۲۰۲۳ در رتبهٔ ۴۱ قرار داشت.